# 리 영종
리 영종(베트남어: Lý Anh Tông / 李英宗, 1136년 ~ 1175년 8월 14일(음력 7월 26일))은 베트남 리 왕조의 제6대 황제(재위: 1138년 ~ 1175년)이다. 이름은 리티엔또(베트남어: Lý Thiên Tộ / 李天祚 이천조)이다. 절일은 수녕절(壽寧節)이다.

## 생애
1174년 송 효종(宋孝宗)이 영종에게 안남국왕(安南國王)으로 책봉해주었다. 그 이후로 중국에게 사신을 보낼때는 안남국(安南國)이라는 국호를 사용했다. 하지만 국내에서는 대월국(大越國)이라는 국호를 사용하였다. 리 왕조는 책봉 체제 안에서 독립성을 가지는 나라로서 인정되었다.

## 존호, 묘호, 시호
존호는 체천순도예문신무순인현의휘모성지어민육물군령비응대명지효황제(베트남어: Thể Thiên Thuận Đạo Duệ Văn Thần Vũ Thuần Nhân Hiển Nghĩa Huy Mưu Thánh Trí Ngự Dân Dục Vật Quần Linh Phi Ứng Đại Minh Chí Hiếu Hoàng Đế / 體天順道睿文神武純仁顯義徽謀聖智御民育物群靈丕應大眀至孝皇帝)이다.
묘호는 영종(베트남어: Anh Tông / 英宗)이다.

## 가족관계

### 왕비
- 소조황후 무씨(昭詔皇后武氏, ? ~ 1200년)
- 영도황후 두씨(靈道皇后杜氏, ? ~ 1190년)
- 원비 서씨(元妃徐氏)
- 신비 배씨(宸妃裴氏)
- 귀비 황씨(貴妃黃氏)
- 덕비 두씨(德妃杜氏)
- 현비 여씨(賢妃黎氏)

### 자녀
- 보국왕 이용창(保國王 李龍昶, 1151년 ~ 1181년)
- 건녕왕 이용명(建寧王 李龍明, 1152년 ~ 1175년)
- 건정왕 이용화(建靖王 李龍華, 1152년 ~ 1175년)
- 건안왕 이용덕(建安王 李龍德, 1153년 ~ 1175년)
- 건강왕 이용익(建康王 李龍益, 1167년 ~ 1212년)
- 리 고종 이용한(李高宗 李龍翰)
- 건평왕 이용상(建平王 李龍祥, 1174년 ~ ?)

그 외도 대월사략(大越史略)의 기록에는 영종(英宗)의 아들 중에서 혜문왕 이원왕(惠文王 李元王)이라는 아들도 있었다고 한다.

## 기년
| 영종        | 원년            | 2년        | 3년                 | 4년        | 5년        | 6년                      | 7년                           | 8년        | 9년        | 10년       |
| ----------- | --------------- | ---------- | ------------------- | ---------- | ---------- | ------------------------ | ----------------------------- | ---------- | ---------- | ---------- |
| 서력 (西曆) | 1138년          | 1139년     | 1140년              | 1141년     | 1142년     | 1143년                   | 1144년                        | 1145년     | 1146년     | 1147년     |
| 간지 (干支) | 무오(戊午)      | 기미(己未) | 경신(庚申)          | 신유(辛酉) | 임술(壬戌) | 계해(癸亥)               | 갑자(甲子)                    | 을축(乙丑) | 병인(丙寅) | 정묘(丁卯) |
| 연호 (年號) | 소명(紹明) 원년 | 2년        | 3년 대정(大定) 원년 | 2년        | 3년        | 4년                      | 5년                           | 6년        | 7년        | 8년        |
| 영종        | 11년            | 12년       | 13년                | 14년       | 15년       | 16년                     | 17년                          | 18년       | 19년       | 20년       |
| 서력 (西曆) | 1148년          | 1149년     | 1150년              | 1151년     | 1152년     | 1153년                   | 1154년                        | 1155년     | 1156년     | 1157년     |
| 간지 (干支) | 무진(戊辰)      | 기사(己巳) | 경오(庚午)          | 신미(辛未) | 임신(壬申) | 계유(癸酉)               | 갑술(甲戌)                    | 을해(乙亥) | 병자(丙子) | 정축(丁丑) |
| 연호 (年號) | 9년             | 10년       | 11년                | 12년       | 13년       | 14년                     | 15년                          | 16년       | 17년       | 18년       |
| 영종        | 21년            | 22년       | 23년                | 24년       | 25년       | 26년                     | 27년                          | 28년       | 29년       | 30년       |
| 서력 (西曆) | 1158년          | 1159년     | 1160년              | 1161년     | 1162년     | 1163년                   | 1164년                        | 1165년     | 1166년     | 1167년     |
| 간지 (干支) | 무인(戊寅)      | 기묘(己卯) | 경진(庚辰)          | 신사(辛巳) | 임오(壬午) | 계미(癸未)               | 갑신(甲申)                    | 을유(乙酉) | 병술(丙戌) | 정해(丁亥) |
| 연호 (年號) | 19년            | 20년       | 21년                | 22년       | 23년       | 정륭보응 (政隆寶應) 원년 | 2년                           | 3년        | 4년        | 5년        |
| 영종        | 31년            | 32년       | 33년                | 34년       | 35년       | 36년                     | 37년                          | 38년       |            |            |
| 서력 (西曆) | 1168년          | 1169년     | 1170년              | 1171년     | 1172년     | 1173년                   | 1174년                        | 1175년     |            |            |
| 간지 (干支) | 무자(戊子)      | 기축(己丑) | 경인(庚寅)]]        | 신묘(辛卯) | 임진(壬辰) | 계사(癸巳)               | 갑오(甲午)                    | 을미(乙未) |            |            |
| 연호 (年號) | 6년             | 7년        | 8년                 | 9년        | 10년       | 11년                     | 12년 천감지보 (天感至寶) 원년 | 2년        |            |            |